# ジョン・スチュワート・ベル
ジョン・スチュアート・ベル（John Stewart Bell, 1928年6月28日 - 1990年10月1日）は北アイルランド出身の物理学者。量子物理学の最も重要な定理のひとつであるベルの不等式を提唱した。

## 人物

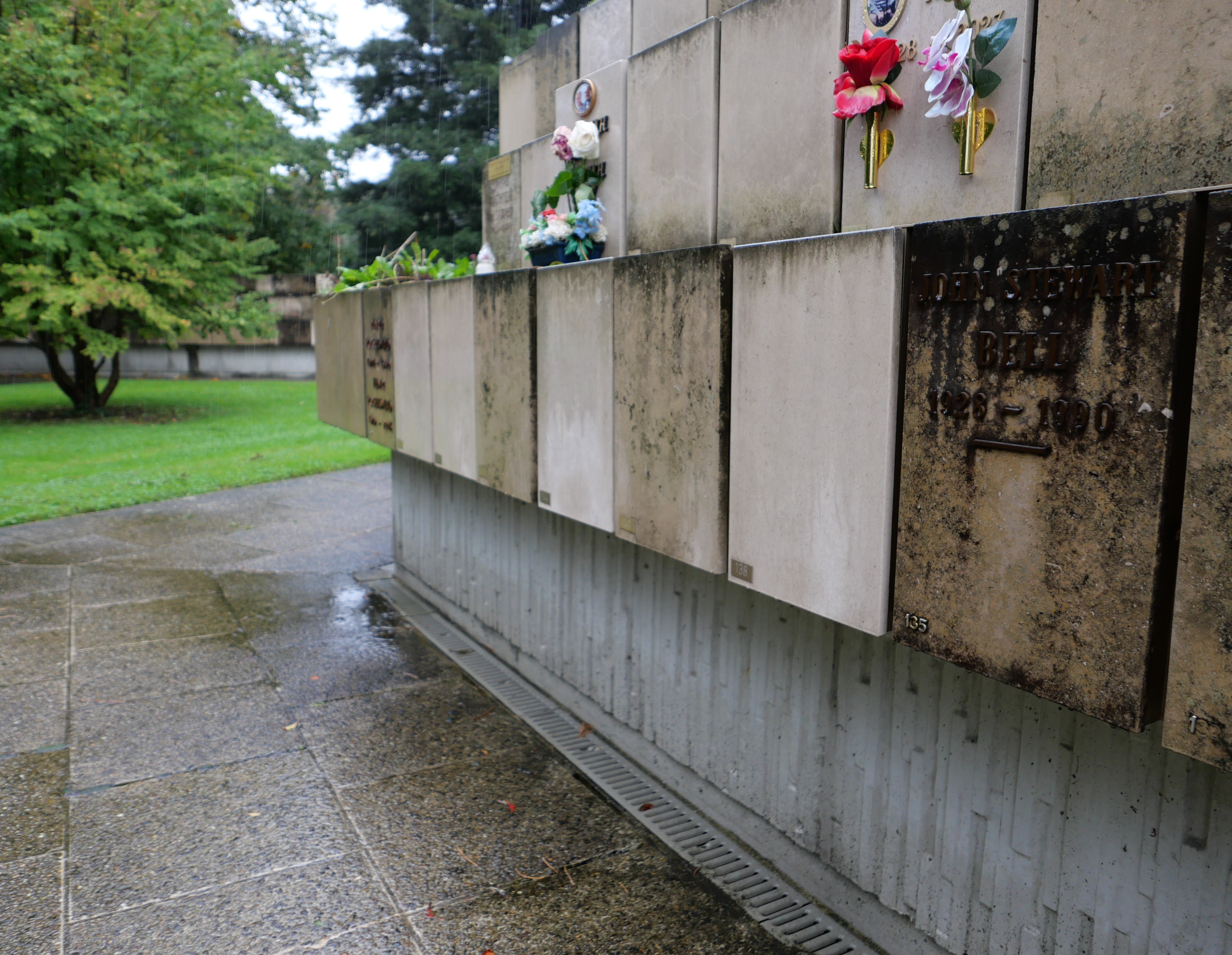
2024年の骨壷墓。

北アイルランドのベルファストに生まれ、1948年にクイーンズ大学を実験物理学専攻で卒業。バーミンガム大学にて原子核物理と場の量子論で博士号を取得。1960年にCERNに入り、以後亡くなるまでそこに勤めた。1972年王立協会フェロー選出。
1964年、"On the Einstein-Podolsky-Rosen Paradox（EPRパラドックスについて）"と題する論文を発表し、現在ベルの不等式と呼ばれている結果を導いた。ベルの不等式は局所性と実在性という二つの仮定を満たす任意の物理理論において成立するが、同論文においてベルは量子力学ではこの不等式が成り立たないことを示した。局所実在性と量子力学が本質的に相容れないものであることを意味するこの結果は、物理のみならず哲学界にも大きな衝撃を与えた。その後、フランスの物理学者アラン・アスペなどによりベルの不等式が成り立たないことが実験的にも検証され、自然界における局所実在性の不成立が示された。
ベルはコペンハーゲン解釈よりも、ボーム解釈および自発的収縮理論という、観測に依存しないより客観的な解釈を好んだ。
1990年、脳内出血によりベルファストで死去。遺体は火葬され、遺灰が入った骨壺はジュネーブのサンジョルジュ墓地の納骨堂に埋葬された。

## 主な受賞歴
- 1988年 ポール・ディラック賞
- 1989年 ハイネマン賞数理物理学部門